# Кушина Узумаки (Наруто)
Кушина Узумаки (на японски: うずまきクシナ,) е героиня от японската аниме/манга поредица Наруто, създадена от Масаши Кишимото.

## Биография

### Ранни години
Тя е част от известния клан Узумаки. Родена е 10 юли. Посещава Академията от ранна възраст. Мечтае да стане първата жена Хокаге. Заради яркочервената и коса съучениците и я наричат „Доматът“. Кушина имала специфична и рядка чакра. Затова се наложило да напусне родния си град Узушио и да отиде в Коноха. Там тя щяла да стане следващия пазител на Деветоопашатата лисица.
Докато още учела в Академията, Кушина била отвлечена от Кимогакуре, които искали да използват чакрата и за да контролират Деветоопашатата лисица. Докато пътували към град Кумо, тя късала по няколко кичура от косата си и ги пускала на земята, с надеждата, че някой ще забележи отсъствието и ще я потърси. Минато Намиказе, неин съученик, бил единственият, който тръгнал да я търси. След като я спасил, признал на Кушина, че много харесва червената и коса. Тя осъзнала, че Минато е много свестен и започнали да излизат.

### Новото семейство
Двамата решили да имат дете и да го кръстят Наруто, като героя в една от книгите на Джирая. Кушина се надявала, че Наруто ще дружи с Саске Учиха, сина на най-добрия и приятел Микото Учиха. Заради духът на Деветоопашата лисица, живеещ в нея, тя трябвало да роди на скришно и безопасно място. Малко след като Наруто се родил, маскиран мъж се опитал да убие новото семейство. Отвлякъл Кушина и освободил Деветоопашата лисица. Това предизвикало огромен хаос и разрушения в селото. Кушина, на ръба на смъртта, предложила отново да запечатат Лисицата в нея. Минато решил да я сложи в Наруто и така жертвали живота си.

### Завръщането
Шестнадесет години след като духът на Лисицата бил запечатан в него, Наруто започнал тренировки за овладяването му. Бил почти надвит от силното същество, когато Кушина се появила в съзнанието му. Разказала му историята за запознанството и с Минато и за неговото раждане. Наруто бил толкова щастлив, че вижда майка си. Тя използвала всичката си чакра за да отблъсне Лисицата. Преди да си тръгне, му казала колко го обича и колко много вярва в него. Благодарила му, че и е предоставил възможността да бъде негова майка и се отправила към отвъдното.

## Характер
Според Джирая, Кушина е упорито мъжко момиче, което никога не се отказва. Цунаде, Петото Хокаге, отбелязва, че по характер Наруто и майка му много си приличат. Тя много обича съпруга си и детето си и е готова да се жертва в тяхно име.

## Външен вид
Цунаде казва, че Кушина е много известна със своята красота. Тя има сини очи и дълга права червена коса, която от лявата страна е защипана с фиба. Винаги е облечена по един и същ начин – риза и рокля. На лявата си китка носи тъмносиня лента за ръка. Сандалите и са лилави, типични за шиноби. Като малка, лицето и е било зачервено. Това, заедно с яркочервената и коса, е поводът да я наричат „Домат“. Когато пораства, този прякор изчезва.

## Способности
Нейните атаки не са най-силните, но Кушина става известна със своята силна воля за победа, както и с бойния си стил. Прочута е с това, че се пали много лесно и се втурва във всяка битка(точно както и синът и Наруто). Притежава и рядък вид чакра, който я прави подходяща за съхраняването на духа на Деветоопашатата лисица. Като член на клана Узумаки, тя е невероятно издръжлива, което и помага в доста ситуации. Има много познания и опит във фуинджуцуто.